# Animal (Album)
Animal (deutsch: Tier) ist das Debütalbum der US-amerikanischen Popsängerin Ke$ha. Es erschien am 5. Januar 2010. Das Album ist dem Dance-Pop-Genre zuzuordnen und vereint Elemente von Electro und Elektropop. Es debütierte auf Platz 1 in den USA und verkaufte sich weltweit mehr als 2 Millionen Mal.
Die Leadsingle des Albums Tik Tok war ein internationaler Erfolg. Allein in Deutschland konnte sich Tik Tok insgesamt 6 Wochen an der Spitze der Charts halten. Weltweit war der Song mit 12,8 Millionen legalen Downloads zudem der am meisten heruntergeladene Song 2010. Die folgenden Singles Blah Blah Blah, Your Love Is My Drug und Take It Off erreichten alle die Top 10 in Kanada, Australien und den USA.

## Hintergrund
Ke$ha schrieb unter anderem Songs für Miley Cyrus und The Veronicas und arbeitete mit dem Rapper Flo Rida für den Hit Right Round zusammen, bevor sie ihre Solokarriere startete. Bereits im Jahr 2003, also sieben Jahre vor Veröffentlichung, begann Ke$ha mit der Arbeit an ihrem ersten Studioalbum. Sie schrieb über 200 Songs, von denen es schließlich 15 auf das Album schafften. Auf die Frage, wie sehr das Album auf ihr Leben bezogen ist, erklärte Ke$ha, dass das Album komplett autobiografisch sei. „Ich schreibe über das was ich erlebe. […] Ich denke, es steckt ein toller Pop-Song in allem und jedem, in jeder Situation.“

### Musikstil
Stilistisch ist das Album ein Dance-Pop-Album. Es werden auch Auto-Tune-Effekte und Vocoder verwendet, um Ke$has Stimme zu verändern. Außerdem enthält das Album Samples. Die Texte in Animal handeln vom Feiern (TiK ToK, Party At A Rich Dude’s House), hinterhältigen Freunden (Backstabber), Liebe (Your Love Is My Drug, Stephen), bis hin zu Trauer und Herzschmerz (Blind, Dancing With Tears In My Eyes).

„Fast das ganze Album enthält reale Erlebnisse. Vielleicht ist es ein wenig zu ehrlich, zum Beispiel wenn ich im Song Backstabber auch den richtigen Namen der gemeinten Person nenne.“

## Titelliste
1. Your Love Is My Drug (Kesha Sebert, Pebe Sebert, Joshua Coleman) – 3:07
2. Tik Tok (K. Sebert, Lukasz Gottwald, Benjamin Levin) – 3:22
3. Take It Off (K. Sebert, Gottwald, Claude Kelly) – 3:35
4. Kiss N Tell (K. Sebert, Gottwald, Max Martin, Shellback) – 3:27
5. Stephen (K. Sebert, David Gamson, P. Sebert, Oliver Leiber) – 3:32
6. Blah Blah Blah (K. Sebert, Levin, Neon Hitch, Sean Foreman) – 2:52
7. Hungover (K. Sebert, Gottwald, Martin, Shellback) – 3:52
8. Party at a Rich Dude’s House (K. Sebert, Shellback, Levin) – 2:55
9. Backstabber (K. Sebert, Gamson, Marc Nelkin, Jon Ingoldsby) – 3:06
10. Blind (K. Sebert, Gottwald, Levin, Coleman) – 3:17
11. Dinosaur (K. Sebert, Martin, Shellback) – 2:55
12. Dancing with Tears in My Eyes (K. Sebert, Gottwald, Levin, Greg Kurstin) – 3:29
13. Boots & Boys (K. Sebert, Tom Neville, Olivia Nervo, Miriam Nervo) – 2:56
14. Animal (K. Sebert, Gottwald, Kurstin, P. Sebert) – 3:57

Bonustrack:
1. VIP (K. Sebert, Neville, O. Nervo, M. Nervo) – 3:31

## Kommerzieller Erfolg

### Chartplatzierungen

#### Album
| ChartsChartplatzierungen       | Höchstplatzierung | Wochen |
| ------------------------------ | ----------------- | ------ |
| Deutschland (GfK)              | 7 (29 Wo.)        | 29     |
| Österreich (Ö3)                | 4 (16 Wo.)        | 16     |
| Schweiz (IFPI)                 | 3 (37 Wo.)        | 37     |
| Vereinigte Staaten (Billboard) | 1 (84 Wo.)        | 84     |
| Vereinigtes Königreich (OCC)   | 8 (46 Wo.)        | 46     |

| ChartsJahrescharts (2010)      | Platzierung |
| ------------------------------ | ----------- |
| Deutschland (GfK)              | 91          |
| Österreich (Ö3)                | 44          |
| Schweiz (IFPI)                 | 31          |
| Vereinigte Staaten (Billboard) | 20          |
| Vereinigtes Königreich (OCC)   | 84          |

| ChartsJahrescharts (2011)      | Platzierung |
| ------------------------------ | ----------- |
| Vereinigte Staaten (Billboard) | 95          |

#### Singles
| Jahr | Titel                | Höchstplatzierung, Gesamtwochen, AuszeichnungChartplatzierungen (Jahr, Titel, , Platzierungen, Wochen, Auszeichnungen, Anmerkungen) | Höchstplatzierung, Gesamtwochen, AuszeichnungChartplatzierungen (Jahr, Titel, , Platzierungen, Wochen, Auszeichnungen, Anmerkungen) | Höchstplatzierung, Gesamtwochen, AuszeichnungChartplatzierungen (Jahr, Titel, , Platzierungen, Wochen, Auszeichnungen, Anmerkungen) | Höchstplatzierung, Gesamtwochen, AuszeichnungChartplatzierungen (Jahr, Titel, , Platzierungen, Wochen, Auszeichnungen, Anmerkungen) | Höchstplatzierung, Gesamtwochen, AuszeichnungChartplatzierungen (Jahr, Titel, , Platzierungen, Wochen, Auszeichnungen, Anmerkungen) | Anmerkungen                                                               |
| Jahr | Titel                | DE | AT | CH | UK | US | Anmerkungen                                                               |
| ---- | -------------------- | --- | --- | --- | --- | --- | ------------------------------------------------------------------------- |
| 2009 | Tik Tok              | DE1 ×3Dreifachplatin · (49 Wo.)DE                                                                                                   | AT1 Platin · (33 Wo.)AT | CH1 Platin · (40 Wo.)CH | UK4 ×2Doppelplatin · (42 Wo.)UK | US1 ×2Diamant + Doppelplatin · (38 Wo.)US                                                                                           | Erstveröffentlichung: 7. August 2009 Verkäufe: + 17.297.463               |
| 2010 | Blah Blah Blah       | DE11 (7 Wo.)DE | AT21 (8 Wo.)AT | CH30 (9 Wo.)CH | UK11 Silber · (13 Wo.)UK | US7 ×3Dreifachplatin · (20 Wo.)US                                                                                                   | Erstveröffentlichung: 19. Februar 2010 Verkäufe: + 4.033.036; feat. 3OH!3 |
| 2010 | Your Love Is My Drug | DE19 (10 Wo.)DE | AT12 (10 Wo.)AT | CH34 (9 Wo.)CH | UK13 Silber · (7 Wo.)UK | US4 ×5Fünffachplatin · (28 Wo.)US                                                                                                   | Erstveröffentlichung: 14. Mai 2010 Verkäufe: + 5.830.971                  |
| 2010 | Take It Off          | — | — | — | UK15 Silber · (13 Wo.)UK | US8 ×4Vierfachplatin · (20 Wo.)US                                                                                                   | Erstveröffentlichung: 13. Juli 2010 Verkäufe: + 4.527.347                 |

### Auszeichnungen für Musikverkäufe
| Land/Region                  | Auszeichnungen für Musikverkäufe (Land/Region, Auszeichnung, Verkäufe) | Verkäufe  |
| ---------------------------- | ---------------------------------------------------------------------- | --------- |
| Australien (ARIA)            | 2× Platin                                                              | 140.000   |
| Dänemark (IFPI)              | Gold                                                                   | 10.000    |
| Deutschland (BVMI)           | Gold                                                                   | 100.000   |
| Frankreich (SNEP)            | Gold                                                                   | 50.000    |
| Irland (IRMA)                | Gold                                                                   | 7.500     |
| Italien (FIMI)               | Gold                                                                   | 25.000    |
| Japan (RIAJ)                 | Gold                                                                   | 100.000   |
| Kanada (MC)                  | 2× Platin                                                              | 160.000   |
| Neuseeland (RMNZ)            | 2× Platin                                                              | 30.000    |
| Österreich (IFPI)            | Gold                                                                   | 10.000    |
| Polen (ZPAV)                 | Gold                                                                   | 10.000    |
| Vereinigte Staaten (RIAA)    | 4× Platin                                                              | 4.000.000 |
| Vereinigtes Königreich (BPI) | Platin                                                                 | 300.000   |
| Insgesamt                    | 8× Gold · 11× Platin ·                                                 | 4.942.500 |

Hauptartikel: Kesha/Auszeichnungen für Musikverkäufe